# Sign and trade
Sign and trade – zasada działania w National Basketball Association, wprowadzona do CBA w 2005 roku, oraz ponownie dodana do CBA podpisanego w 2011 roku. Polega na tym, że jedna z drużyn podpisuje zawodnika i zaraz dokonuje transakcji oddając go do innego zespołu. Wykorzystywana jest zazwyczaj, gdy zespół chcący podpisać kontrakt z danym zawodnikiem ma przekroczone salary cap i nie może podpisać go samemu.